# ولفگانگ آمادئوس موتسارت
ولفگانگ آمادئوس موتسارت (۲۷ ژانویهٔ ۱۷۵۶ – ۵ دسامبر ۱۷۹۱) (تلفظ آلمانی: [ˈvɔlfɡaŋ amaˈde:ʊs ˈmo:tsaʁt]) آهنگساز اتریشی و موسیقی‌دان دوران کلاسیک بود. موتسارت در زندگی کوتاه خود بیش از ششصد قطعه موسیقی شامل موسیقی برای اپرا و همچنین سمفونی، کنسرتو، موسیقی مجلسی، سونات، سرناد و موسیقی برای گروه کُر ساخت. موتسارت در پنجمین سال از زندگی‌اش آغاز به آهنگسازی کرد و در سرتاسر اروپا شهرت فراوانی یافت. در هفت‌سالگی اولین سمفونی و در دوازده‌سالگی اولین اپرای کامل خود را نوشت. او در همهٔ ژانرهای مرسوم موسیقی تصنیف کرد و آثار درخشانی خلق کرد.

## زندگی

### خانواده و آغاز زندگی

پرتره‌ای از موتسارت در دوران کودکی

موتسارت در ۲۷ ژانویهٔ ۱۷۵۶ در شهر زالتسبورگ در کشور اتریش امروزی، که یکی از مراکز هنری فعال و بسیار مهم موسیقی اروپا بود، از لئوپولد موتسارت و آنا ماریا موتسارت به دنیا آمد. مدارک تولدش نام کاتولیکِ او را یوهانِس کروزُستُموس وُلفگانگوس تِئوفیلوس موتسارت نشان می‌دهند. از این پنج نام، دو نام اول نام‌های مذهبیِ کاتولیک بودند و کاربرد روزمره نداشتند. قسمت چهارم نام او، «تِئوفیلوس»، به زبان آلمانی یعنی محبوب خداوند، در زبان لاتین معنی «آمادئوس» می‌دهد، و به زبان فرانسه «آماده» تلفظ می‌شود. خودِ موتسارت ترجیح می‌داد که به نام «ولفگانگ آماده موتسارت» شناخته شود و همیشه بالای هر صفحهٔ کارش را با این اسم امضا می‌کرد. پدرش لئوپولد که در دربار اسقف خدمت می‌کرد، آهنگساز و ویولنیست بسیار مشهوری بود. ولفگانگ، از همان اوان کودکی، چنان نبوغی از خود نشان داد که پدرش همهٔ کارهای خود را رها کرد و به‌طور جدی و مستمر به آموزش و تربیت فرزندش پرداخت. موتسارت، پیش از رسیدن به ۱۲سالگی، نوازنده‌ای چیره‌دست در پیانو، ویولن و ارگ شد و چندین اثرِ بزرگ و کوچک تصنیف کرد.

### سال‌های سفر
موتسارت از سنین بسیار جوانی شروع به سفر کرد. در سال ۱۷۶۳ کنسرتی در قصر شاهِ بایرن در مونیخ و امپراتور اتریش در وین اجرا کرد. پس از آن، به اتفاق پدرش، سفری به قصرهای مونیخ، مانهایم، پاریس، لندن و لاهه کرد و سرانجام، در راه برگشت، پس از دیدار از زوریخ، دوناشینگن و مونیخ به سالزبورگ بازگشت. این سفرِ موتسارت سه سال به طول انجامید.
موتسارت پس از یک سال اقامت در سالزبورگ در سال ۱۷۶۸ سه بار به ایتالیا مسافرت کرد. سفر اول از دسامبر ۱۷۶۹ تا مارس ۱۷۷۱، سفر دوم از اوت تا دسامبر ۱۷۷۱، و در پایان از اکتبر ۱۷۷۲ تا مارس ۱۷۷۳ بود. موتسارت در طول این سفرها با آندره‌آ لوکِزی در ونیز و جییُوانی باتیستا مارتینی در بولونیا آشنا شد و علاوه بر آن به عضویت آکادمی فیلارمونیک ایتالیا برگزیده شد. یکی از اتفاقات بسیار جالب در این سفرها زمانی بود که موتسارت آهنگ ۱۲دقیقه‌ای میسره ساختهٔ گرگوریو آلگری را، که تحت پوشش و حفاظت واتیکان بود، شنید. او پس از یک بار شنیدن این آهنگ، تمامی آن را نوشت و پس از بازگشت به سالزبورگ، اولین کپی غیرقانونی این آهنگ را چاپ کرد.
در تابستان سال ۱۷۷۳ موتسارت چندین بار به وین رفت تا شاید بتواند شغلی در آنجا برای خودش دست و پا کند. او در این زمان اقدام به نوشتن یک رشته کوارتت و چند سمفونی کرد. این سمفونی‌ها شامل دو قطعه سمفونی از معروف‌ترین سمفونی‌های او، سمفونی شماره ۲۵ در سُل مینور (ک ۱۷۳d/۱۸۳)، شماره ۲۹ در لا (ک ۲۰۱)، و قسمتی از ابتدای اپرایش به نام باغبان قلابی (ک ۱۹۶) بودند. موتسارت در دورهٔ سال‌های ۱۷۷۴ تا ۱۷۷۷ در سالزبورگ به‌عنوان رهبر ارکستر شاهزاده-اسقف اعظم سالزبورگ هیرونیموس فون کلوردو مشغول به کار بود. در این سال‌ها کارهایش شامل تعداد زیادی سرناد، سونات برای کلیسا، تعداد گوناگونی مَس برای کلیسا از جمله مَس تاجگذاری و اولین کنسرتوی بزرگ پیانوی او، کنسرتو پیانوی ۹ (ک ۲۷۱) در سال ۱۷۷۷ بود.
در سوم ژوئن سال ۱۷۷۸ موتسارت با همراهی مادرش سفری جدید به مونیخ، مانهایم، و پاریس کرد و در طول این مدت قطعه‌های بسیار زیبایی برای فلوت و پیانو نوشت. او در همین موقع عاشق یک خوانندهٔ اپرا با نام آلویزا وبر، خواهر بزرگ کنستانز وبر همسر آینده‌اش شد. او همچنین در این سفر با آهنگسازان بسیار پرنفوذ و مشهوری، از جمله یوهان کریستین باخ (۱۷۳۵–۱۷۸۲) که یکی از بهترین دوستان وی شد، آشنا شد. کارهای باخ و ملاقات با او تاُثیر زیادی در موتسارت و کارهای آینده‌اش گذاشت. موتسارت در پایان این سفر، در پاریس، مادرش را از دست داد.

### موتسارت در وین

ولفگانگ آمادئوس موتسارت اثر نقاشی گمنام

در سال ۱۷۸۱ موتسارت به همراه کارفرمایش اسقف اعظم هیرونیموس فون کلوردو به وین رفت و اما به دلیل محدودیت‌هایی که اسقف در روش موسیقی موتسارت ایجاد می‌کرد از شغلش استعفا داد. پس از آن به وین، شهر موسیقیدانان، رفت و در آنجا مشغول به کار آزاد شد. او امیدوار بود که در حین انجام کار آزاد موفق به پیداکردن شغلی دائمی شود که این آرزو در طول عمرش، هیچ‌گاه برآورده نشد. با وجود این، بین سال‌های ۱۷۸۲ تا ۱۷۸۷ او زندگی بسیار مجللی در وین داشت. در تاریخ ۴ اوت ۱۷۸۲، برخلاف عقیده پدرش موتسارت با کنستانز وِبر (۱۷۶۲–۱۸۴۲) در کلیسای سَن اِشتِفان در وین ازدواج کرد. ولفگانگ و کنستانز در طول زندگی مشترکشان صاحب هفت فرزند شدند که از آن‌ها فقط کارل توماس (۱۷۸۴–۱۸۵۸) و فرانتس کساور ولفگانگ موتسارت (۱۷۹۱–۱۸۴۴) توانستند سنین طفولیت را پشت سر بگذارند. کارل توماس و فرانتس کساور ولفگانگ هرگز ازدواج نکردند و صاحب فرزندی نشدند.
سال ۱۷۸۲ سال بسیار خوبی از نظر شغلی برای موتسارت بود. او اپرای دستبرد به حرمسرا (ک ۳۸۱) را در این سال نوشت و شهرت بسیاری پیدا کرد. پس از آن چندین کنسرتو برای پیانو نوشت که تمامی آن‌ها را هنگام اجرا کردنشان از برداشت.
در طول سال‌های ۱۷۸۲ و ۱۷۸۳ موتسارت با آثار یوهان سباستین باخ و گئورگ فریدریش هندل تحت نظر بارون بارُن گاتفریت فان سویتن بسیار صمیمی شد. گاتفریت فان سویتن دارای تعداد زیادی کار در سبک باروک بود و هنرمندان جوان و موفق آن زمان را برای بحث و تبادل نظر در رابطه با موسیقی، به منزل خود دعوت می‌نمود. سبک موسیقی باروک طوری در روح موتسارت اثر گذاشت که باعث تدوین دو اثر معروف خود: قسمتی از اپرای فلوت سحرآمیز (ک ۶۲۰) و سمفونی شماره ۴۱ (ک ۵۵۱) شد.
در سال ۱۷۸۳ ولفگانگ و کنستانز یک سفر به سالزبورگ برای ملاقات لئوپولد که با ازدواج آن‌ها مخالف بود رفتند و با برخورد سرد او مواجه شدند. این بی‌اعتنایی سبب تدوین یکی از شاهکارهای موسیقی جهان، مَس در دی مینور (ک a ۴۱۷) شد که البته ناتمام ماند. این اثر برای اولین بار در سالزبورگ اجراء گردید و با مدیریت ولفگانگ، کنستانز تک خوان این اثر شد. موتسارت امیدوار بود که با شنیدن صدای کنستانز، در حین خواندن این قطعه بسیار لطیف، روح پدرش را به عشق همسرش بکشاند.
در اوایل سال‌های زندگی‌اش در وین موتسارت با یوزف هایدن آشنا و بعد دوست بسیار صمیمی شد. در زمانی که هایدن به وین می‌رفت، موتسارت و او با همدیگر در اجرای کوارتت شرکت می‌کردند. موتسارت بعدها شش کوارتِت برای سازهای زهی نوشت و همگی آن‌ها را به هایدن هدیه کرد. هایدن پس از شنیدن این کوارتِت‌های بی‌نظیر به لئوپولد می‌گوید «خداوند شاهد است و به عنوان یک مرد صادق، به شما می‌گویم که پسر شما بزرگ‌ترین آهنگسازیست که من می‌شناسم، هم شخصاً هم با اسم. او دارای سلیقه است، و علاوه بر آن، فهم عمیقی در آهنگسازی دارد.»
در طول سال‌های ۱۷۸۲ و ۱۷۸۵ موتسارت تعداد زیادی کنسرتو تصنیف کرد که خودش تک‌نواز آن‌ها در کنسرتوهای پیانو بود، و این کارها تعدادی از بی‌نظیرترین و زیباترین کارهای وی محسوب می‌شوند. اجرای این کنسرتوها مبالغ زیادی برای او به ارمغان آورد. پس از سال ۱۷۸۵ موتسارت تعداد کمتری کنسرتو نوشت و اجراء کرد. گفته می‌شود که او در طول این دوره از زندگی‌اش به علت صدمه‌دیدن دستش نمی‌توانست کنسرت اجراء کند.
از ۵۵ سمفونی‌ای که موتسارت نوشته فقط ۴۱ سمفونی دارای امضای وی است و تمامی آن‌ها از نظر هنر و تکنیک جزء شاهکارهای موسیقی جهان به‌شمار می‌آیند. از جمع ۲۷ کنسرتوی پیانوی او ۱۷ تا از کنسرتوهای او در وین نوشته شد و باقی آن‌ها را در طول سفرهای گوناگونش به امید به دست آوردن شغل مناسب نوشت. علاوه بر سمفونی‌ها و کنسرتوهای پیانوی بسیار معروفش، موتسارت تعداد زیادی کنسرتو برای کلارینت، اُبوا، هورن، فلوت، بَسِت هورن، ویولا و ویولون نوشت. در آن زمان تعدادی ساز مانند پانتومیم، آرمونیکا، و انواع مختلفی از سازهای بادی وجود داشت که خیلی از آن‌ها به دلیل پیشرفت در دنیای موسیقی دیگر نواخته نمی‌شدند، موتسارت برای این سازها نیز قطعه‌هایی ساخت. او ۲۳ کوارتت برای ویولون (String Quartet)، در حدود ۱۹ سونات برای پیانو، چندین فانتزی، آندانته، دیوِرتیم، کویینتت و هِکسِت، تعدادی کار برای کلیسا، و چندین مَس نوشت. او علاقهٔ زیادی به نوشتن اُپرا داشت و موزیک ۲۲ اُپرای بی‌نظیر را ساخت. امروز قطعات شیرین اپراهای او به نام آریا (Aria) به عنوان آهنگ‌های جداگانه خوانده می‌شوند.
موتسارت تحت تاُثیر عقاید روشنفکری اروپای آن زمان بود، و به این دلیل در سال ۱۷۸۴ عضو فراماسونری شد. او پدرش را همچنین به این سو کشاند و پیش از مرگ پدرش موفق شد که او را نیز به عضویت فراماسون در بیاورد. در آخرین اپرایش، فلوت سحرآمیز (ک ۶۲۰)، بعضی از مراسم فراماسونری را گنجانید. موتسارت، هایدن، و امانوئل شیکاندر همگی عضو یک لژ فراماسونری بودند.
موتسارت در طول عمرش با مشکلات مادی بسیاری دست به گریبان بود و حتی پس از مرگش از ضعف مالی زندگی او بهره‌برداری‌های نامناسبی گردید. او از سال ۱۷۸۴ تا سال ۱۷۸۷ زندگی بسیار مرفهی داشت، و محل زندگی‌اش یک عمارت هفت اتاق خوابهُ بزرگ بود که امروز به موزه‌ای برای بازدید عموم در دُمگاسه ۵ وین پشت کلیسای سن استفان (Saint Stephan) تبدیل شده است. در همین عمارت بود که موتسارت، اپرای عروسی فیگارو (ک ۴۹۲) را به رشته تحریر درآورد.

### موتسارت و پراگ
موتسارت رابطهُ نزدیکی با شهر پراگ و مردم آنجا داشت. مردم پِراگ فیگارو را برخلاف مردم شهر خودش با استقبال فراوان پذیرفتند. او می‌گوید: «پراگی‌هایِ من مرا درک می‌کنند» (”Meine Prager verstehen mich”)، و این گفته‌اش در بین مردم بوهم بسیار معروف شد. اپرای دُن ژوان (ک ۵۲۷) در تاریخ ۲۹ اکتبر ۱۷۸۷ در تاتر استات برای اولین بار اجراء شد. در طی سال‌های بعد، پراگی‌ها کمک‌های متعددی به او کردند.

### موتسارت و زندگی درباری
موتسارت تا سال ۱۷۷۷ در دربار سالزبورگ خدمت می‌کرد. با وجود اینکه او از کار با کنسرت دربار راضی نبود؛ آثار زیبا و دل‌انگیزی را می‌ساخت. با آنکه موتسارت دورهٔ نوجوانی خود را پشت سر می‌گذاشت اما در رشته‌های گوناگون می‌توانست با نامی‌ترین استادان به رقابت بپردازد. نخستین کنسرتو ویولن‌ها، شش سونات پیانویی، چند سرناد و دیورتیمنتو و نخستین کنسرتو پیانوی بزرگ، محصول این دوره از زندگی موتسارت هستند. وی در دربار سالزبورگ مدیریت کنسرت را عهده‌دار بود و به صورت پیاپی به اجرای برنامه می‌پرداخت، اما با درباریان رابطه خوبی نداشت. او و پدرش که از رسیدن به جایگاه و مقام با حقوق بهتر در دربار نااُمید شده بودند تصمیم گرفتند که بخت خود را در دیگر دربارهای اروپا بیازمایند، اما به دلیل بیماری پدر او با مادر خود سفری تازه را آغاز کرد و در این سفر به کشورهای آلمان و فرانسه رفت که در فرانسه کارهای خود برای فلوت و پیانو را منتشر کرد و سمفونی شماره ۳۱ که به سمفونی پاریس نیز مشهور است از نتیجه‌های این سفر است، گرچه سفر پاریس پایان خوشایندی برای وی نداشت و آنچنان که مورد نظر وی بود مورد استقبال قرار نگرفت، در این سفر مادر خودش را نیز از دست داد (۱۷۷۸).
موتسارت پس از بازگشت به سالزبورگ به ناچار با ارکستر دربار و کلیسا همکاری کرد و از اینکه اشراف سالزبورگ قدر هنرش را نمی‌دانستند رنج می‌برد و مایل بود به شهرهای دیگر عزیمت کند.
در اواخر ۱۷۸۰ از باواریا سفارش ساختن یک سمفونی را دریافت کرد و با شوق آن را ساخت و سپس با روحیه‌ای بهتر به سالزبورگ برگشت، اما بزرگان دربار نشان دادند که مایل نیستند تا موتسارت با دربارهای دیگر فعالیت کند. موتسارت در برابر آن‌ها مانند همیشه گستاخ و سرکش بود و دیری نگذشت که درگیری آن‌ها به اوج رسید و همکاری دربار با موتسارت قطع شد.
پس از جداشدن از دربار سالزبورگ با امید زیاد عازم وین شد و توانست جایگاهی را در این دربار به‌دست‌آورد، اما بازهم به خاطر طبع سرکش و ناسازگاری با رسم و سنت‌های پوسیده، با اربابان تازه نیز درگیر شد و از کارش او را برکنار کردند، هرچند در سال ۱۷۸۲ دوباره به استخدام دربار وین درآمد اما رابطه موتسارت با دربار تا پایان زندگی او تنش‌آلود باقی ماند.

### بیماری و مرگ
مرگ موتسارت سوژهٔ داستان‌ها، فیلم‌ها، و گفتگوهای فراوان است. موسیقی‌دانان و محققان نظرات مختلفی در رابطه با مرگ او دارند. دقیقاً مشخص نیست که موتسارت در چه زمانی به بیماری و مرگ تدریجی خود واقف شد و این که آیا این درک تأثیری در کارهای او داشت یا نه. برخی معتقدند که او به تدریج بیمار شد و طرز کار و سبک موسیقی او تا حدی مرگ تدریجی او را دنبال می‌کند. برخلاف این نظر، تعداد زیادی از محققان اعتقاد دارند که بیماری موتسارت به‌طور ناگهانی بر او عارض شد و پس از ۲ هفته، جانش را گرفت. این طرز فکر بیشتر بر اساس وضع روحی او در نامه‌ها و مکالمه‌های او با دوستان، برادران فراماسون، و همکارانش است و عنوان می‌کند که مرگ او ناگهانی و غافلگیرکننده بوده است. دلیل اصلی مرگ موتسارت نامشخص است. در مدارک مربوط به مرگش، تب میلیاری شدید ناشی از بیماری سل علت آن ذکر شده است که از دیدگاه پزشکی امروزی به عنوان علت درست کفایت نمی‌کند. فرضیه‌های دیگری مبنی بر ابتلا به کرم تریشین، مسمومیت از جیوه، یا آنفلوآنزا وجود دارد اما فرضیه‌ای که از همه مقبول‌تر است، علت مرگ را تب روماتیسم حاد بیان می‌کند که او از زمان کودکی سه یا چهار بار دچار حمله ناشی از آن شده بود. برخی از نوشته‌های به جای مانده از آن زمان بیان می‌کنند که پزشکان آن زمان سعی کردند که موتسارت را با حجامت درمان کنند.
موتسارت حدود یک ساعت پس از نیمه شب پنجم دسامبر سال ۱۷۹۱ درگذشت. او به علت مریضی‌اش چندان سعی در اتمام آخرین کارش، رکوئیم (ک ۶۲۶)، نکرده بود. اما با این حال یکی از بهترین کارهایش به‌شمار می‌آید. یک موزیسین جوان، از شاگردهای خود موتسارت، با نام فرانز خاویر ساسمایر، با پافشاری و درخواست کنستانز باقی رکوئیم را تمام کرد. البته کنستانز از کسان دیگری هم مانند ژوزف ایبلر برای تکمیل رکوئیم درخواست کرده بود.
موتسارت در یک گور گم نام مخصوص تهیدستان دفن شد، و به این دلیل بسیاری می‌پندارند که او در زمان مرگش تهیدست بود و کسی او را به خاطر نمی‌آورد. باوجود اینکه او شهرتی را که زمانی در وین داشت تا حدی از دست داده بود، با این حال درآمد نسبتاً کافی داشت و علاوه بر آن، مقدار زیادی کارهای گذشته‌اش در نقاط مختلف اروپا، خصوصاً شهر پراگ، برایش منبع درآمد بودند. زمان مرگش درآمد سالانهٔ او حدود ۱۰٬۰۰۰ فلورین، برابر با ۴۲٬۰۰۰ دلار آمریکا (حدود سال ۲۰۰۶ میلادی)، بود که با این حساب او را می‌توان در زمره مردم مرفه اروپا به‌شمار آورد. موتسارت به علت ولخرجی زیاد، مقدار زیادی از عایدی خود را از دست می‌داده و نهایتاً مجبور به درخواست کمک مالی از دیگران می‌شده است. مادرش می‌گفت: «وقتی ولفگانگ با کسی آشنا می‌شود، همهٔ هستی‌اش را در اختیار او می‌گذارد».
محل دقیق دفن او در گورستان سنت مارکس پس از چند سال گم شد، اما در محلی که حدس زده می‌شود بدن او در شب ۵ دسامبر ۱۷۹۱ به خاک سپرده شده است، امروز یک سنگ قبر وجود دارد. علاوه بر آن، در زنترال فریدهف یک تابوت خالی برای احترام به او دفن شده است. در سال ۲۰۰۵ تحقیقات ژنتیکی که روی جمجمه‌ای که بسیاری آن را متعلق به موتسارت می‌دانستند نتوانست ثابت کند که آیا این جمجمه واقعاً جمجمهٔ اوست یا خیر.
در سال ۱۸۰۹ کنستانز با جورج نیکولاس ون نیسن (۱۷۶۱–۱۸۲۶) ازدواج کرد. نیسِن که علاقهٔ خاصی به موتسارت داشت، به دلایل مشخص نشده، تغییراتی در نامه‌های موتسارت می‌دهد و اولین زندگی‌نامهٔ موتسارت را می‌نویسد.
در ایران چندین کتاب دربارهٔ زندگی موتسارت برگردان و منتشر شده است. از جمله: کتاب دوجلدی «خاکی و آسمانی» تألیف دیوید وایس و ترجمه علی اصغر بهرام بیگی (انتشارات مروارید)، کتاب «موتسارت تصویر یک نابغه» تألیف نوربرت الیاس و ترجمه حسن خیاطی (انتشارات علمی و فرهنگی)، و کتاب «موتسارت یک زندگینامه چندوجهی» تألیف دتمار هوختینگ و ترجمه دنیا میرکتولی (انتشارات اطلاعات).

### کاتالوگ کوشل
چندین سال پس از مرگ موتسارت تلاش‌هایی برای ارائه لیست یا کاتالوگ کاملی از کارهای او انجام شد، و در پایان در سال ۱۸۶۲ لودویگ ریتر فون کشل موسیقی‌شناس، آهنگساز، دانشمند و گیاه‌شناس اتریشی موفق به تکمیل کردن این کار گردید. به عنوان مثال کنسرتوی پیانوی لا مینور (کنسرتوی پیانوی شمارهٔ ۲۳) او به حالت عادی به نام «ک ۴۸۸» شناخته می‌شود و در زبان‌های لاتین (K. ۴۸۸) نوشته می‌شود. این کاتالوگ از ششمین چاپش می‌گذرد، و تمامی ۶۲۶ اثر موتسارت در آن لیست شده است.

### داستان‌های خیالی و مغایرت‌ها
به دلیل ناآشنایی نویسندگان اولیه او با زندگی وی، زندگی موتسارت با چندین داستان خیالی ارتباط پیدا کرد. بعضی از این داستان‌ها مدت خیلی کوتاهی پس از مرگ او به وجود آمدند، که بیشتر آن‌ها هیچ ریشهٔ معتبری نداشتند. یکی از این‌ها داستانی که بیان می‌کند موتسارت از فرارسیدن مرگ خود اطلاع داشت و آخرین کارش «رکوئیم» (به معنی مرثیه) را برای آن نوشت. بسیاری از این خیال‌پردازی‌ها بعدها موضوع کتاب‌ها، نمایش‌نامه‌ها و فیلم‌های متعددی شدند.
یک مثال دیگر برای این داستان‌های خیالی رابطهٔ نادرست بین موتسارت و آنتونیو سالیه‌ری است. در آن‌ها نقل شده که موتسارت به دلیل خوردن زهر که آنتونیو سالیه‌ری به وی داده است، جانش را از دست داده است. این داستان سوژهٔ تئاتر الکساندر پوشکین به نام «موتسارت و سالیه‌ری»، اپرای نیکلای ریمسکی-کورساکف به نام «موتسارت و سالیه‌ری» و تئاتر «آمادئوس» اثر پیتر شیفر می‌شوند. آخرین اثر خیال پردازانه‌ای که به موتسارت مربوط می‌شود، فیلم آمادئوس است که تحت تأثیر نمایشنامه پیتر شیفر ساخته شده است. این نمایشنامه به دلیل بی‌نزاکت جلوه دادن موتسارت، منتقدان بسیاری داشت و تصویری که از او در این اثر نشان داده می‌شود، هیچ‌گونه ارتباطی به نامه‌ها، مکالمات، و کتاب‌هایی که در رابطه به او نوشته شدند ندارد.

## سازها
اگرچه برخی از قطعات اولیه موتزارت برای هارپسیکورد نوشته شده است، اما او همچنین در سالهای اولیه با پیانوهای ساخته شده توسط سازنده رگنسبورگ، فرانتس یاکوب اسپوت آشنا شد. بعداً هنگامی که موتزارت به آگسبورگ می‌رفت، تحت تأثیر پیانوهای استین قرار گرفت و این را در نامه ای به پدرش به اشتراک گذاشت. در ۲۲ اکتبر ۱۷۷۷، موتسارت کنسرتوی تریپل پیانو خود را (K.242) برای سازهای تهیه شده توسط استین به نمایش گذاشت. دملر، ارگ نواز کلیسای جامع آگسبورگ قسمت اول، موتزارت دوم و استین قسمت سوم را اجرا می‌کردند. در سال ۱۷۸۳ هنگام زندگی در وین وی سازهای والتر را خریداری کرد. لئوپولد موتزارت دلبستگی موتزارت را با والتر فورپپیانوی خود تأیید کرد: «توصیف شلوغی و شلوغی غیرممکن است. پیانوفورتای برادر شما حداقل دوازده بار از خانه اش به تئاتر یا خانه شخص دیگری منتقل شده است.»

## معجزهٔ موتسارت
رانسیس راوشر، روان‌شناس آمریکایی در سال ۱۹۹۳ با نشر مقاله‌ای در مجله علمی «نیچر» اظهار داشته بود که تحقیقات او نشان می‌دهد شنیدن موسیقی موتسارت باعث افزایش هوش می‌شود و قدرت تجسم فضایی را بی‌اندازه بالا می‌برد مقاله خانم راوشر در محافل علمی توجه زیادی برانگیخت و بسیاری از والدین فرزندان خود را وادار می‌کردند برای بالا رفتن هوش ساعت‌ها به موسیقی موتسارت گوش دهند. اما به تازگی دانشمندان بخش روان‌شناسی در دانشگاه وین در تحقیقی تازه نظر داده‌اند که موسیقی ولفگانگ آمادئوس موتسارت برخلاف عقیدهٔ مشهور، بر مغز تأثیر محسوسی ندارد و باعث افزایش هوش نمی‌شود.

## فهرست کارهای موتسارت

### سمفونی‌ها

#### سمفونی‌های زمان کودکی (از سال ۱۷۶۴ تا ۱۷۷۱)
- سمفونی شماره ۱ ک ۱۶ در سال ۱۷۶۴ توسط ولفگانگ آمادئوس موتسارت در سن ۸ سالگی نوشته شد. در این زمان با وجود موسیقی کم قطعه او در اروپا به عنوان یک کودک نابغه مورد توجه قرار گرفت.

امتیاز دستخط موتسارت در این سمفونی امروزه در دست کتابخانه‌ای در کراکوف است.

#### سابقهٔ قطعه
این قطعه زمانی نوشته شد که خانواده موتسارت در تور بزرگ اروپا در لندن به علت بیماری پدر موتسارت در لئوپولد که به عفونت گلو مبتلا شده بود طی تابستان ۱۷۶۴ در حال حرکت به چلسی بودند.
خانه‌ای در خیابان ایبوری ۱۸ , دهکده‌ای در
وست مینستر جایی بود که سمفونی او نوشته شد.
اولین اجرای سمفونی در۲۱ فوریه ۱۷۶۵ تأثیر بسیاری بر چندین آهنگساز گذاشت. از جمله پدر وی و پسر یوهان سباستین باخ، یوهان کریستین باخ یکی از اولین آهنگسازانی که در لندن مشغول به کار بود
و موتسارت زمانی که در لندن بود وی را ملاقات کرده بود.

#### سمفونی‌های زمان سالزبورگ (از سال ۱۷۷۲ تا ۱۷۸۱)
- سمفونی شماره ۱۵ ک ۱۲۴
- سمفونی شماره ۱۶ ک ۱۲۸
- سمفونی شماره ۱۷ ک ۱۲۹
- سمفونی شماره ۱۸ ک ۱۳۰
- سمفونی شماره ۱۹ ک ۱۳۲
- سمفونی شماره ۲۰ ک ۱۳۳
- سمفونی شماره ۲۱ ک ۱۳۴
- سمفونی شماره ۲۲ ک ۱۶۲
- سمفونی شماره ۲۳ ک ۱۸۱
- سمفونی شماره ۲۴ ک ۱۸۲
- سمفونی شماره ۲۵ ک ۱۸۳/۱۸۳d
- سمفونی شماره ۲۶ ک ۱۸۴
- سمفونی شماره ۲۷ ک ۱۹۹
- سمفونی شماره ۲۸ ک ۲۰۰
- سمفونی شماره ۲۹ ک ۲۰۱
- سمفونی شماره ۳۰ ک ۲۰۲

#### سمفونی‌های زمان وین (از سال ۱۷۸۱ تا ۱۷۹۱)
- سمفونی شماره ۳۱ ک ۲۹۷ - زمانی که موتسارت به پاریس رسید این سمفونی را نوشت که با ذائقه پاریسی‌ها جور در بیاید و در نتیجه بتواند شغلی مناسب پیدا کند. متأسفانه او ناموفق از پاریس به سالزبورگ بازگشت، اما این سمفونی بسیار زیبا را برای دنیا باقی گذاشت.
- سمفونی شماره ۳۲ ک ۳۱۸ - آغاز یک اوِرتور (Overture) در سبک ایتالیایی (۱۷۷۹)
- سمفونی شماره ۳۳ ک ۳۱۹
- سمفونی شماره ۳۴ ک. ۳۳۸
- سمفونی شماره ۳۵ ک ۳۸۵ «هافنر» - این سمفونی در سال ۱۷۸۲ در وین نوشته شد. موتسارت این سمفونی را در وهلهٔ اول به عنوان یک سِرِناد برای خانوادهُ هافنر نوشت. بعدها پس از کمی تغییرات او سرناد هافنر را تبدیل به این سمفونی کرد.
- سمفونی شماره ۳۶ ک ۴۲۵ «لینتز» - زمانی که موتسارت به شهر لینتز رفت این سمفونی را نوشت.
- سمفونی شماره ۳۷ ک ۴۴۴ - این سمفونی با این که منسوب به موتسارت است، سال‌ها پس از مرگ او معلوم شد که در واقع کار مایکل هایدن بوده است و موتسارت فقط قسمت اول ان را برای هایدن نوشته بود. این کار در لیست کارهای هایدن به عنوان سمفونی شماره ۲۶ او ثبت شده است.
- سمفونی شماره ۳۸ ک ۵۰۴ «پراگ» - این سمفونی پس از یک زمان بسیار خوشی برای موتسارت در پراگ نوشته شده است و یکی از سخت‌ترین کارهای او محسوب می‌شود.
- سمفونی شماره ۳۹ K. ۵۴۳ - این یکی از سمفونی‌های بسیار زیبای موتسارت و آخرین کارهای وی است. به دلیل دشواری برای اجرا و نحوه استفاده از سازهایی که برای این سمفونی نیاز است نسبتاً کار معروفی نبوده است. سه سمفونی آخر موتسارت هیچگاه در زمانی که او در قید حیات بود چاپ نشدند. اما چندین بار در لایپزیگ اجرا گشتند.
- سمفونی شماره ۴۰ ک ۵۵۰ - از سمفونی‌های بسیار معروف موتسارت است به خاطر یک قسمت بسیار دلنواز که او برای سازهای بادی این سمفونی نوشته است. این سمفونی، شمارهُ K. 16a را او زمانی نگاشت که فقط ۱۰ سال داشت، و سمفونی شمارهُ ۲۵ ک ۱۸۳ تنها سمفونیهایی هستند که موتسارت در گام مینور نوشته است.
- سمفونی شماره ۴۱ ک ۵۵۱ «ژوپیتر» - این آخرین سمفونی موتسارت است و در نظر سنجی اخیر دربارهٔ بهترین سمفونی‌های تاریخ که توسط سایت BBC انجام گرفته بود، در رتبه سوم جای داشت.

### کنسرتو

#### کنسرتوهای پیانو
- کنسرتوی پیانو شماره ۱ ک ۳۷ سال ۱۷۶۸
- کنسرتوی پیانو شماره ۲ ک ۳۹ ک سال ۱۷۶۸
- کنسرتوی پیانو شماره ۳ ک ۴۰ سال ۱۷۶۸
- کنسرتوی پیانو شماره ۴ ک ۴۱ سال ۱۷۶۸
- کنسرتوی پیانو شماره ۵ ک ۱۷۵ سال ۱۷۷۳
- کنسرتوی پیانو شماره ۶ ک ۲۳۸ سال ۱۷۷۶
- کنسرتوی پیانو شماره ۷ ک ۲۴۲ سال ۱۷۷۶
- کنسرتوی پیانو شماره ۸ ک ۲۴۶ سال ۱۷۷۶
- کنسرتوی پیانو شماره ۹ ک ۲۷۱ سال ۱۷۷۷
- کنسرتوی پیانو شماره ۱۰ ک ۳۱۶a سال ۱۷۷۹
- کنسرتوی پیانو شماره ۱۱ ک ۳۸۷a سال ۱۷۸۳
- کنسرتوی پیانو شماره ۱۲ ک ۳۸۵a سال ۱۷۸۲
- کنسرتوی پیانو شماره ۱۳ ک ۳۸۷a سال ۱۷۸۳
- کنسرتوی پیانو شماره ۱۴ ک ۴۴۹ سال ۱۷۸۴
- کنسرتوی پیانو شماره ۱۵ ک ۴۵۰ سال ۱۷۸۴
- کنسرتوی پیانو شماره ۱۶ ک ۴۵۱ سال ۱۷۸۴
- کنسرتوی پیانو شماره ۱۷ ک ۴۵۳ سال ۱۷۸۵
- کنسرتوی پیانو شماره ۱۸ ک ۴۵۶ سال ۱۷۸۴
- کنسرتوی پیانو شماره ۱۹ ک ۴۵۹ سال ۱۷۸۴
- کنسرتوی پیانو شماره ۲۰ ک ۴۶۶ سال ۱۷۸۵
- کنسرتوی پیانو شماره ۲۱ ک ۴۶۷ سال ۱۷۸۵
- کنسرتوی پیانو شماره ۲۲ ک ۴۸۲ سال ۱۷۸۵
- کنسرتوی پیانو شماره ۲۳ ک ۴۸۸ سال ۱۷۸۶
- کنسرتوی پیانو شماره ۲۴ ک ۴۹۱ سال ۱۷۸۶
- کنسرتوی پیانو شماره ۲۵ ک ۵۰۳ سال ۱۷۸۶
- کنسرتوی پیانو شماره ۲۶ ک ۵۳۷ سال ۱۷۸۸
- کنسرتوی پیانو شماره ۲۷ ک ۵۹۵ سال ۱۷۹۱

#### کنسرتوهای ویولون
- کنسرتوی ویولن شماره ۱ ک ۲۰۷ سال ۱۷۷۵
- کنسرتوی ویولن شماره ۲ ک ۲۱۱ سال ۱۷۷۵
- کنسرتوی ویولن شماره ۳ ک ۲۱۶ سال ۱۷۷۵
- کنسرتوی ویولن شماره ۴ ک ۲۱۸ سال ۱۷۷۵
- کنسرتوی ویولن شماره ۵ ک ۲۱۹ سال ۱۷۷۵

#### کنسرتوهایهورن (کُر)
- کنسرتوی هورن شماره ۱، ۴۱۲ سال ۱۷۹۱ - این کار پس از مرگ موتسارت به وسیلهٔ یکی از شاگردانش به نام فرانتس زاویِر زوسمایر (Franz Xaver Süssmayr) تمام شده است.
- کنسرتوی هورن شماره ۲ ک ۴۱۷ سال ۱۷۸۳ - دارای یک قسمت آلگرو، یک رومانس، و یک قسمت روندو است.
- کنسرتوی هورن شماره ۳ ک ۴۴۷ سال ۱۷۸۴ - قسمت روندوی این کنسرتو معروف‌ترین کنسرتوی هورنِ موتسارت است.
- کنسرتوی هورن شماره ۴ ک ۴۹۵ سال ۱۷۸۶ - این کار با جوهرهای رنگ و وارنگ نوشته شده است، به این دلیل که موتسارت در نظر داشته نوازنده را تکان دهد!

#### کنسرتوهایدیگر
- کنسرتو برای باسون ک ۱۹۱ در سال ۱۷۷۴
- کنسرتو برای فلوت، هارپ و ارکستر ک ۲۹۹ در سال ۱۷۸۸
- کنسرتو برای اُبوا ۳۱۴ - امروز با فلوت نواخته می‌شود، اما موتسارت آن را ۱۰۰٪ برای ابوا نوشته است.
- کنسرتو سمفونی برای اُبوا، کلارینت، هورن، باسون، و ارکستر، ک ۲۹۷b در سال ۱۷۹۱ - یکی از زیباترین کنسرتوهایی است که در تاریخ موسیقی کلاسیک نوشته شده است. البته این کار در دست‌خط موتسارت وجود ندارد و به این دلیل ممکن است که اثر او نباشد.
- کنسرتوی فلوت شامره ۱ ک ۳۱۳ در سال ۱۷۷۸
- کنسرتوی فلوت شامره ۲ ک ۳۱۴ در سال ۱۷۷۸

#### سینفونیا کنسرتانته
- سینفونیا کنسرتانته ک. ۳۶۴ برای ویلن، ویولا و ارکستر
- سینفونیا کنسرتانته ک. ۲۹۷b برای اُبوا، کلارینِت، و باسون

### کارهای تک‌سازی
- سونات پیانو شماره ۱ ک ۲۷۹
- سونات پیانو شماره ۲ ک ۲۸۰
- سونات پیانو شماره ۳ ک ۲۸۱
- سونات پیانو شماره ۴ ک ۲۸۲
- سونات پیانو شماره ۵ ک ۲۸۳
- سونات پیانو شماره ۶ ک ۲۸۴
- سونات پیانو شماره ۷ ک ۳۰۷
- سونات پیانو شماره ۸ ک ۳۰۸
- سونات پیانو شماره ۹ ک ۳۱۱
- سونات پیانو شماره ۱۰ ک ۳۳۰
- سونات پیانو شماره ۱۱ ک ۳۳۱
- سونات پیانو شماره ۱۲ ک ۳۳۲
- سونات پیانو شماره ۱۳ ک ۳۳۳
- سونات پیانو شماره ۱۴ ک ۴۵۷
- سونات پیانو شماره ۱۵ ک ۵۳۳
- سونات پیانو شماره ۱۶ ک ۵۴۵
- سونات پیانو شماره ۱۷ ک ۵۴۷a
- سونات پیانو شماره ۱۸ ک ۵۷۰
- سونات پیانو شماره ۱۹ ک ۵۷۶
- فانتزی شماره ۱ ک ۳۹۴
- فانتزی شماره ۲ ک ۳۹۶
- فانتزی شماره ۳ ک ۳۹۷
- فانتزی شماره ۴ ک ۴۷۵

### سرنادها،دیوِرتیمنتوها، و کارهای سازیِ دیگر
- آینه کلاینه ناختموزیک (به آلمانی: Eine kleine Nachtmusik) ک ۵۲۵ سرناد برای سازهای زهی
- سرناد برای سیزده ساز بادی (ک ۳۶۱)
- دیوِرتیمِنتو (ک ۱۳۶ تا ک ۱۳۸) - سبک اُوِرتور (overture) ایتالیایی دارند؛
- دیوِرتیمِنتو برای دو ساز بادی و یک ساز زهی - یک موزیک خنده‌دار (Ein Musikalischer Spaß) که موتسارت آن را تعمداً به سبک موسیقی‌دانان عامی تصنیف کرده است (ک ۵۲۲)

### مَس‌ها
- مَسِ تاجگذاری (Krönungsmesse) (ک ۳۱۷)
- مَس بزرگ (Die Große Messe) (ک ۴۲۷)
- رکوئیم (ک ۶۲۶) آخرین اثر موتسارت که تا آخرین شب زندگی‌اش برای تکمیل کردن این اثر کار کرد.
- اِگسولتاته یوبیلانته (Exdultatet, jubilante) (ک ۱۶۵)
- آوه وِروم کًرپوس (Ave verum corpus) (ک ۶۱۸)

### فهرستاپراها
- Die Schuldigkeit des ersten Gebot
- Apollo und Hyacinth
- Bastien und Bastienne
- La finta semplice
- Mitridate, Re di Ponto
- Ascanio in Alba
- Betulia liberata
- Il sogno di Scipione
- Lucio Silla
- La finta giardiniera / Die verstellte Gärtnerin
- شاه شبان (Il re pastore)
- Zaide
- Idomeneo
- دستبرد به حرمسرا (Die Entführung aus dem Serail)
- L'oca del Cairo
- Lo sposo deluso ossia La rivalità di tre donne per un solo amante
- اجرا گر (Der Schauspieldirektor)
- عروسی فیگارو (Le nozze di Figaro)
- دُن ژوان (Don Giovanni)
- زن‌ها همگی همان جورند (Così fan tutte)
- ترحم تیتو (La clemenza di Tito) (ک ۶۲۱)
- فلوت سحرآمیز (Die Zauberflöte) (ک ۶۲۰)